# Ishpuhini

L'Urartu sous les règnes des rois Ishpuhini et Menua.

Ishpuhini ou Ishpuini ou Ishpouhini est roi de l'Urartu de 830 à 810 av. J.-C.
Il s'empare de la ville de Tushpa, capitale du roi Sarduri Ier et du pays de Musasir, probablement situé entre les lacs de Van et d'Ourmia, puis du pays de Parsua, peuplé de Mèdes et de Mannéens.
La dépendance culturelle de l’Urartu envers l’Assyrie diminue sous son règne, et il met en place les fondations du royaume dont son fils profitera. Les frontières se déplacent en direction de l'Araxe et du cours supérieur de l'Euphrate jusqu'aux rives du lac d'Ourmia.
Il a deux enfants : Menua (ou Menuas ou Meinua), qui lui succède, et Inushpua.